# FIGlet-Font
Ein FIGlet-Font (auch: FIGfont) ist eine schmückende Schriftart, die zur Darstellung von Buchstaben und Zahlen aus ASCII-Zeichen zusammengesetzt wird. FIGlet-Fonts sind Teil der ASCII-Art.
Die Bezeichnung kommt ursprünglich von einem Computerprogramm namens FIGlet (Akronym für Frank, Ian and Glen’s letters), das diese Schriftarten zur Erstellung von ASCII-Art verwendet.

## Beispiel
```
  ____  ____  ___  __    ____  ____           ___          __
 ( ___)(_  _)/ __)(  )  ( ___)(_  _)         / _/__  ___  / /_
  )__)  _)(_( (_-. )(__  )__)   )(     -    / _/ _ \/ _ \/ __/
 (__)  (____)\___/(____)(____) (__)        /_/ \___/_//_/\__/

```

## Dateiformat
Das Dateiformat für FIGlet-Fonts ist im FIGfont Version 2 FIGfont and FIGdriver Standard spezifiziert. Die Fonts werden in ASCII-Dateien mit der Dateinamensendung flf abgelegt. Ihr Inhalt besteht aus einem Header und einer Aufzählung der einzelnen Schriftzeichen. Der Header enthält im Wesentlichen Formatierungsoptionen, eine Angabe über die Größe des Zeichenvorrats und die Abmessungen der Zeichen. Zudem kann er freie Kommentare des Autors beinhalten. Optional kann der Inhalt der Datei im ZIP-Format gepackt sein.

## Formatierungsregeln
Ein wesentlicher Aspekt der FIGlet-Fonts sind die Formatierungsregeln, die durch Angabe von Zahlenwerten im Header der Dateien festgelegt sind. Sie bestimmen, wie sich die einzelnen Zeichen verhalten, wenn sie neben- oder übereinander stehen. Neben einfachen Optionen wie „Full size“ (alle Zeichen werden ohne Änderung nebeneinander platziert) und „Fitting“ (überflüssige Leerzeichen zwischen den Zeichen werden entfernt) sind dies insbesondere die so genannten „Smushing-Rules“. Mithilfe dieser Regeln kann zum Beispiel festgelegt werden, dass nebeneinanderliegende Zeichen / und \ zu einem einzigen | verschmolzen werden dürfen.
Beispiel:
```
 _____                                      _         __    _____                          _
|  ___|   ___    _ __   _ __ ___     __ _  | |_   ____\ \  |  ___|__  _ __ _ __ ___   __ _| |_
| |_     / _ \  | '__| | '_ ` _ \   / _` | | __| |_____\ \ | |_ / _ \| '__| '_ ` _ \ / _` | __|
|  _|   | (_) | | |    | | | | | | | (_| | | |_  |_____/ / |  _| (_) | |  | | | | | | (_| | |_
|_|      \___/  |_|    |_| |_| |_|  \__,_|  \__|      /_/  |_|  \___/|_|  |_| |_| |_|\__,_|\__|

```